# Bahnhof Herne
Der Bahnhof Herne liegt an der Bahnstrecke Duisburg–Dortmund in der Innenstadt von Herne im Ruhrgebiet und ist nach Wanne-Eickel Hauptbahnhof der zweitwichtigste Bahnhof der Stadt.

## Geschichte
Der Bahnhof wurde am 15. Mai 1847 zusammen mit der Köln-Mindener Eisenbahn eröffnet. Er befand sich zwischen dem damaligen Dorf Herne mit etwa 1000 Einwohnern und dem Wasserschloss Strünkede. Dieser erste Bahnhof lag südlich des heutigen an der Von-der-Heydt-Straße. Er diente auch dem Anschluss der weiter südlich gelegenen Stadt Bochum, die erst 14 Jahre später einen eigenen Bahnhof erhielt. Deshalb trug der Bahnhof bis 1860 den Namen Herne-Bochum.
1866 wurde zwischen Wanne-Eickel und Herne eine eigene Strecke für den Güterverkehr angelegt. 1870 wurde eine Strecke Richtung Herne-Rottbruch in Betrieb genommen, seit 1874 gab es auf dieser Strecke Personenverkehr bis Bochum. 1874 wurde die Zechenbahn Richtung Zeche Erin in eine Strecke des öffentlichen Verkehrs umgewandelt, ab 1878 fuhren hier auch Personenzüge. 1901 entstand eine Strecke Richtung Recklinghausen Süd, die ab 1945 auch im Personenverkehr genutzt wurde.
Am Morgen des 13. Januar 1925 fuhr hier der D 10 von Berlin nach Köln auf den P 230 von Dortmund nach Wanne auf. Dabei starben 24 Menschen – zwei davon später im Krankenhaus – und 91 weitere wurden darüber hinaus verletzt. 

## Anlagen
Es sind zwei Inselbahnsteige mit zwei Bahnsteiggleisen vorhanden, zwischen denen die zweigleisige Güterstrecke verläuft. Die Bahnsteige werden durch eine Unterführung vom Empfangsgebäude erreicht. Der nördliche Hauptbahnsteig ist weitgehend überdacht, der schmalere südliche Bahnsteig nur im Treppenbereich. Der Hauptbahnsteig war früher wesentlich länger als heute, an beiden Enden verjüngte er sich, um Platz für ein zweites Gleis zu schaffen, so dass an jeder Bahnsteigkante zwei Züge halten konnten.

## Das Bahnhofsgebäude

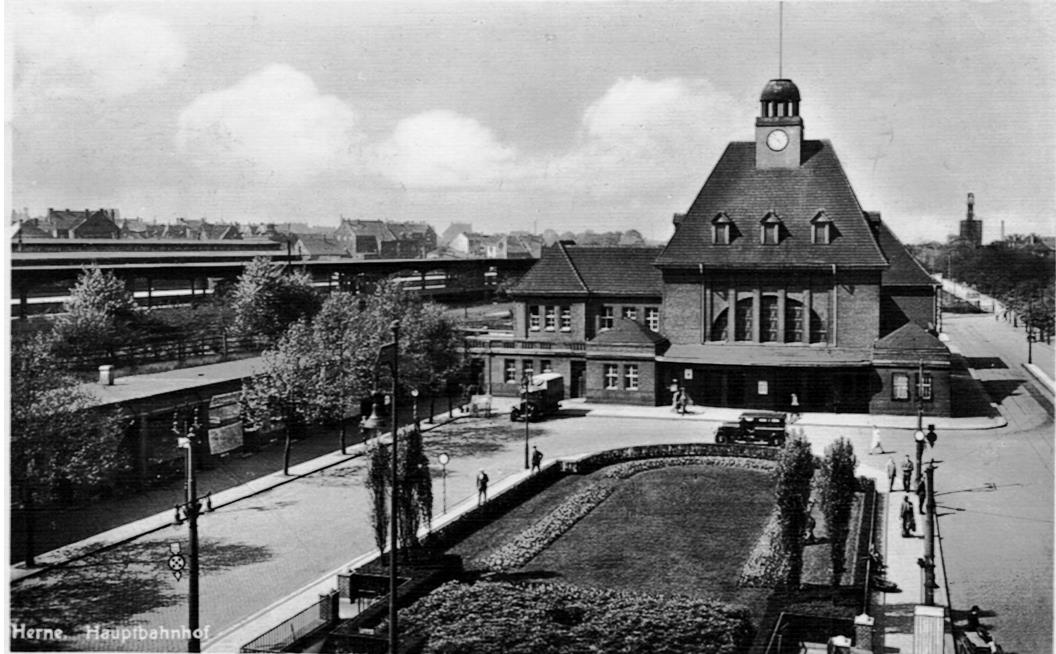
Bahnhof Herne um 1935

Das heutige Bahnhofsgebäude wurde 1914 von den Preußischen Staatseisenbahnen gebaut. Um 1970 wurde es modernisiert, dabei wurde die Kuppel der Empfangshalle hinter einer abgehängten Deckenkonstruktion versteckt, die Fenster wurden ausgebaut und die Fensteröffnungen zugemauert. Im Zuge der Internationalen Bauausstellung Emscherpark kam es nach 1990 zu einer Restaurierung, die Kuppel wurde wieder geöffnet, die Fenster wieder eingebaut und der bis dahin verschlossene ehemalige Wartesaal 3. Klasse wird für besondere Veranstaltungen wieder geöffnet. In den Räumen der bis Dezember 2008 betriebenen Gastwirtschaft Bummelzug befindet sich seit Ende 2009 ein Schnellrestaurant. Außerdem gibt es im Gebäude eine Verkaufsstelle für Backwaren, sowie unter Einbeziehung eines das Gebäude an zwei Seiten ergänzenden Glasvorbaus im Erdgeschoss, einen Buch- und Zeitschriftenhandel und eine Bäckerei (ehemaliger Blumenladen).
Bereits 1847 gab es ein von der Köln-Mindener Eisenbahn eröffnetes Bahnhofsgebäude, das allerdings 1911 abgebrochen wurde, um Platz für das heutige Bauwerk zu schaffen.
Durch den 2015 erfolgten Einbau von Fahrstuhlanlagen und die Verlegung von Blindenleitstreifen sind beide Bahnsteige barrierefrei erreichbar.
Das Reisezentrum wurde 2019 geschlossen. Der Fahrkartenverkauf findet seither in der Bahnhofsbuchhandlung statt.

### Das Bildfenster

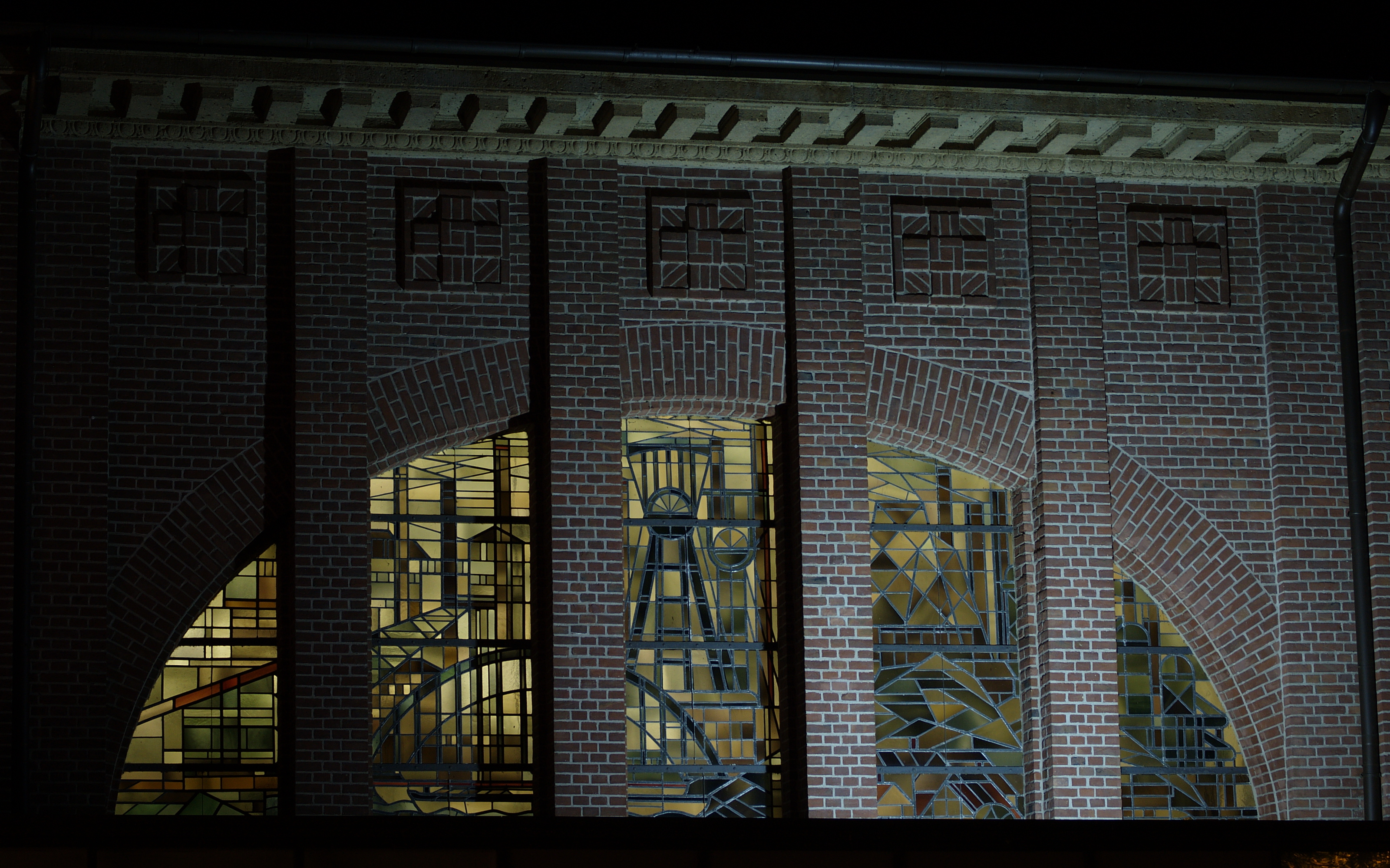
Die Glasfenster an der Ostseite der Bahnhofshalle

Über dem östlichen Eingang zur Bahnhofshalle befindet sich ein halbkreisförmiges, von vier Säulen in fünf Abschnitte geteiltes Fenster. Die einzelnen Glasfenster des Herner Künstlers Jupp Gesing zeigen Motive der 1978 stillgelegten Zeche Friedrich der Große. Dargestellt sind ein Hafenkran, eine Kanalbrücke, Gebäude und Schornsteine der Zechenanlage, zwei Fördergerüste, Kühltürme, Bergehalden und Zechensiedlungshäuser. Die Fenster wurden im Jahr 1953 eingebaut. Stifter war die Zeche.

## Verkehr / ÖPNV
Der Herner Bahnhof wird heute nur mit Nahverkehrszügen vom Rhein-Emscher-Express und der Emschertal-Bahn sowie S-Bahnen der S-Bahn Rhein-Ruhr bedient, während Verbindungen des Fernverkehrs auf dem Gebiet der Stadt Herne über Wanne-Eickel Hauptbahnhof erreicht werden können.
| Linie | Verlauf | Takt                                          | Betreiber |
| ----- | --- | --------------------------------------------- | --------- |
| RE 3  | Rhein-Emscher-Express: Düsseldorf Hbf – Düsseldorf Flughafen – Duisburg Hbf – Oberhausen Hbf – Essen-Altenessen – Gelsenkirchen Hbf – Wanne-Eickel Hbf – Herne – Castrop-Rauxel Hbf – Dortmund-Mengede – Dortmund Hbf – Dortmund-Scharnhorst – Dortmund-Kurl – Kamen-Methler – Kamen – Bönen-Nordbögge – Hamm (Westf) Hbf Stand: Fahrplanwechsel Dezember 2023                       | 60 min                                        | eurobahn  |
| RB 32 | Rhein-Emscher-Bahn: Duisburg Hbf – Oberhausen Hbf – Essen-Dellwig – Essen-Bergeborbeck – Essen-Altenessen – Essen Zollverein Nord – Gelsenkirchen Hbf – Wanne-Eickel Hbf – Herne – Castrop-Rauxel Hbf – Dortmund-Mengede – Dortmund Hbf Stand: Fahrplanwechsel Dezember 2021 | 60 min                                        | DB Regio  |
| RB 43 | Emschertal-Bahn: Dorsten – Feldhausen – Gladbeck-Zweckel – Gladbeck Ost – Gelsenkirchen-Buer Süd – Gelsenkirchen Zoo – Wanne-Eickel Hbf – Herne – Herne-Börnig – Castrop-Rauxel Süd – Castrop-Rauxel-Merklinde – Dortmund-Bövinghausen – Dortmund-Lütgendortmund Nord – Dortmund-Marten – Dortmund-Rahm – Dortmund-Huckarde Nord – Dortmund Hbf Stand: Fahrplanwechsel Dezember 2021 | 60 min                                        | DB Regio  |
| S 2   | Hauptlinienweg: Dortmund Hbf – DO-Dorstfeld – DO-Wischlingen – DO-Huckarde – DO-Westerfilde – DO-Nette/Oestrich – DO-Mengede – Castrop-Rauxel Hbf – Herne – Linienast 1: Wanne-Eickel Hbf –Gelsenkirchen Hbf – GE-Rotthausen – E-Kray Nord – Essen Hbf Linienast 2: Recklinghausen Süd – Recklinghausen Hbf Stand: Fahrplanwechsel Dezember 2023                                     | 30 min (Hauptlinienweg) 60 min (je Linienast) | DB Regio  |

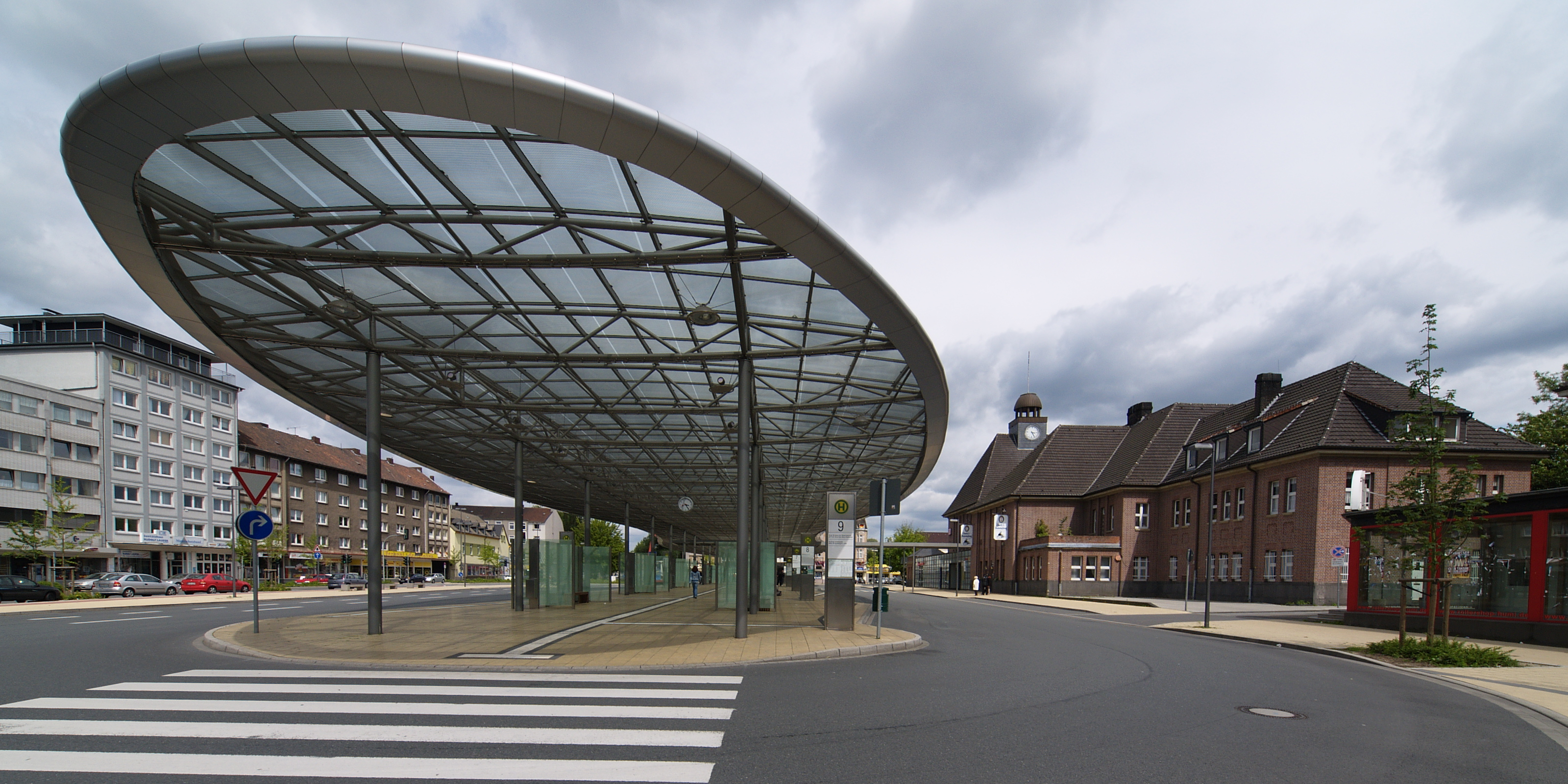
Busbahnhof Herne

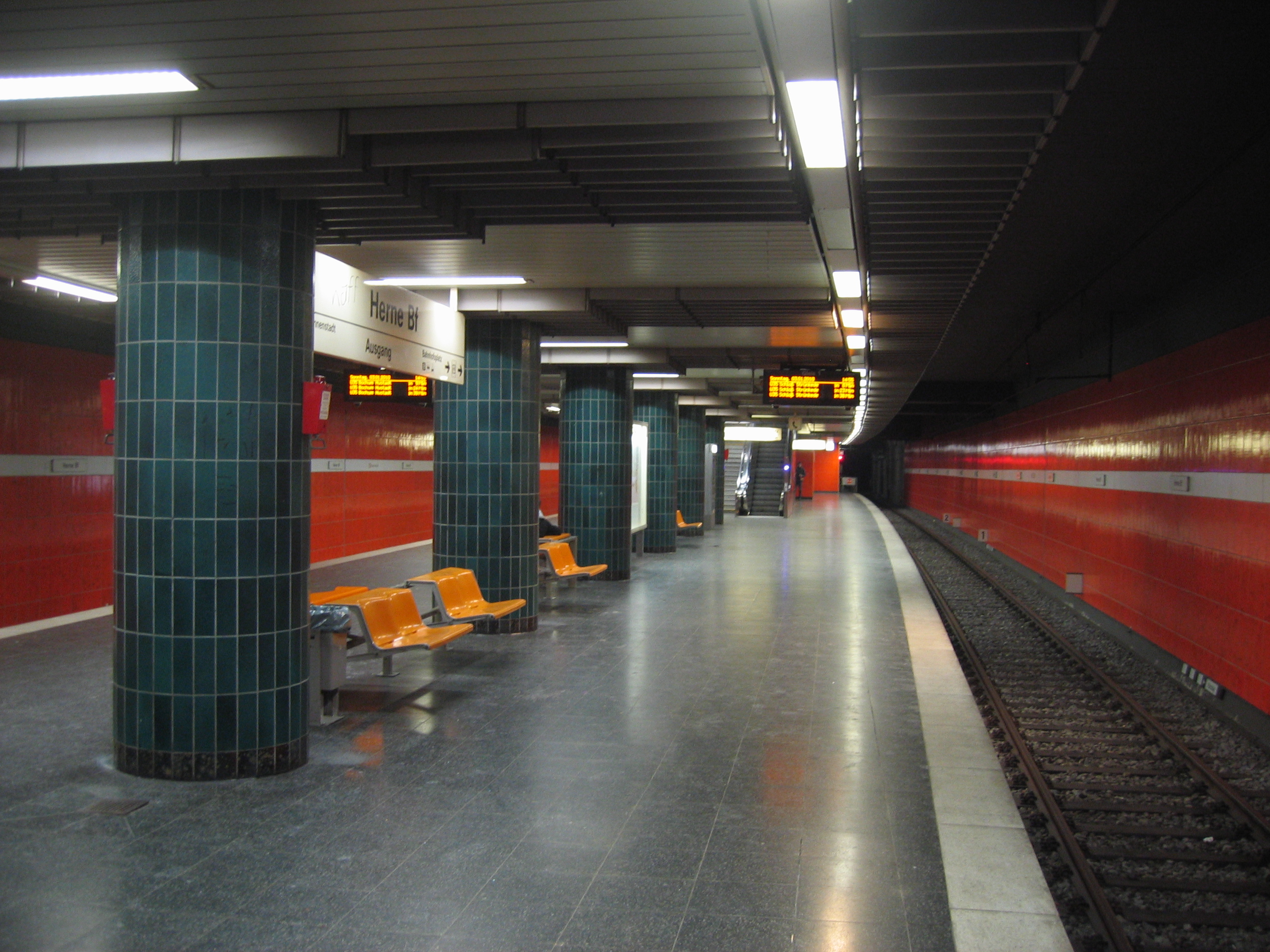
U-Bahnhof der Stadtbahn-Linie U35

Etwas östlich des Bahnhofs befindet sich der U-Bahnhof Herne Bahnhof der von der Bogestra betriebenen Linie U35 der Stadtbahn Bochum.
| Linie | Verlauf | Takt   |
| ----- | --- | ------ |
|       | U Herne, Schloß Strünkede – Herne Bf – U Herne Mitte – U Archäologie-Museum/Kreuzkirche – U Hölkeskampring – U Herne, Berninghausstraße – U Bochum, Rensingstraße – U Riemke Markt – U Zeche Constantin – U Feldsieper Straße – U Deutsches Bergbau-Museum – U Bochum Rathaus (Nord) – U Bochum Hbf – U Oskar-Hoffmann-Straße – U Waldring – Wasserstraße – Brenscheder Straße – Markstraße – Gesundheitscampus – Ruhr-Universität – Lennershof BO – Bochum Hustadt (TQ) Die Linie U 35 heißt auch „CampusLinie“ | 10 min |

Außerdem ist Herne Bf (offizielle Haltestellenbezeichnung im VRR) ein wichtiger Knotenpunkt für den Stadtverkehr. Hier halten, enden oder beginnen folgende Linien: Die Schnellbuslinie SB20 der Vestischen Straßenbahn, die Stadtbuslinien 303, 311, 312, 321, 322 (322 nur temporär während der Cranger Kirmes), 323, 324, 337, 351, 362, 367, 391 und Nachtexpresslinien (nur Wochenende/Vorfeiertags) der HCR sowie die Buslinien 366 und 390 der Bogestra.
| Linie | Verlauf | Takt (Mo–Fr)                                                               | Betreiber |
| ----- | --- | -------------------------------------------------------------------------- | --------- |
| SB20  | Recklinghausen Hbf – Viehtor – Paulusviertel – Hillerheide – Recklinghausen-Süd – Herne Schloß Strünkede – Herne Bf | 10 min                                                                     | Vestische |
| 303   | (Wanne-Eickel Hbf – Solbad – Bobenfeld – Holsterhausen Süd –) Regenkamp – Bochumer Str. – Hölkeskampring – Marienhospital – Düngelstr. – Archäologie-Museum/Kreuzkirche – Glockenstr. – Herne Bf (Wanne-Eickel-Regenkamp nur wochentags) | 30 min                                                                     | HCR       |
| 311   | Herne Zechenring – Horsthausen – Herne Bf – Herne Mitte – Archäologie-Museum/Kreuzkirche – Am Stadtgarten – Akademie Mont-Cenis – Börnig – (Schadenburgstr./Börnig Bf – Teutoburgia) / Realschule Sodingen – Holthausen – Castrop Münsterplatz                                                                                               | 30 min (Horsth.–Herne Bf) 10 min (Herne Bf–Holth.) 20 min (Holth.–Castrop) | HCR       |
| 312   | (Wanne Waldfriedhof –) Herne Im Dannekamp – Wanne Markt – Mondpalast – Wanne-Eickel Hbf – Juliastraße/Großmarkt – Herne Bf – Herne Mitte – Kulturzentrum – Hölkeskampring – Marienhospital (→ Flottmann-Hallen) – Herne-Südpool (ab/bis Wanne Waldfriedhof nur samstags, sonn- und feiertags tagsüber)                                       | 20 min                                                                     | HCR       |
| 321   | Herne Mitte – Herne Bf – Horsthausen – Zechenring – Börnig – Akademie Mont-Cenis – Sodingen – Herne-Tierpark Gysenberg – Siedlung Constantin – Bochum-Gerthe Mitte – Schwerinstr. | 30 min (Herne Mitte–Constantin) 60 min (Constantin–Gerthe)                 | HCR       |
| 322   | Verkehr nur während der Cranger Kirmes: Herne Bf – Busbahnhof Heerstr. / Cranger Kirmes – Wanne-Eickel Hbf | -                                                                          | HCR       |
| 323   | Bickern – Mondpalast – Wanne-Eickel Hbf – Crange – Baukau-Ost – Herne Bf – Herne Mitte – Archäologie-Museum/Kreuzkirche – Krankenhaus Wiescherstr. − Tierpark Gysenberg – Siedlung Constantin – Bochum-Hiltrop Kirche | 20 min                                                                     | HCR       |
| 324   | Castrop Münsterplatz – Holthausen Süd (Friedhof) – Sodingen Mitte – Akademie Mont-Cenis – Gysenbergpark/LAGO – Ostbachtal – Archäologie-Museum/Kreuzkirche – Herne Mitte – Herne Bf Fahrten ab Herne Mitte montags bis freitags als Linie 321 und samstags als Linie 351 in Richtung Herne Bf                                                | 30 min                                                                     | HCR       |
| 337   | Herne Bf – Herne Mitte – Archäologie-Museum/Kreuzkirche – Krankenhaus Wiescherstr. – Marienhospital – Hölkeskampring – Bochumer Str. – Südstr. – Feldkampstr. Fahrten ab Herne Mitte wochentags, sonntags als Linie 351 und samstags als Linie 321 in Richtung Herne Bf                                                                      | 60 min                                                                     | HCR       |
| 351   | Herne Mitte – Herne Bf – Vinckestr. – Börnig – Schadenburgstr./Börnig Bf – Teutoburgia – Holthausen – Castrop Gewerbegebiet Westring – Castrop-Rauxel-Behringhausen – Castrop Münsterplatz | 30 min                                                                     | HCR       |
| 362   | Siedlung Eichenforst – Pantringshof – Schloß Strünkede – Herne Bf – Herne Mitte – Kulturzentrum – Holsterhausen Süd – Solbad – Wanne-Eickel Hbf | 15 min                                                                     | HCR       |
| 366   | Bochum-Langendreer Luchsweg – BO-Langendreer West – Werne – Ruhr-Park – Kirchharpen – Rosenberg – Hiltrop Kirche – Marienhospital Herne – Archäologie-Museum/Kreuzkirche – Herne Mitte – Herne Bf | 60 min                                                                     | Bogestra  |
| 367   | (Herne Bf →) Herne Mitte – Archäologie-Museum/Kreuzkirche – Marienhospital – Herne-Südpool – Bochum-Bergen – Hiltrop Fahrten ab Herne Mitte montags bis freitags als Linie 351 und samstags als Linie 321 in Richtung Herne Bf | 60 min                                                                     | HCR       |
| 390   | Linden Mitte – Oberdahlhausen Scharpenseelstr. – Höntrop Gerdes Feld – WAT-Höntrop – Höntrop Kirche – Wattenscheid August-Bebel-Platz – Günnigfeld Ulrichstr. – Bochum-Hordel Röhlinghauser Str. – Herne-Röhlinghausen Markt – Eickel Auf der Wenge – Holsterhausen Dorstener Str. – Herne Mitte – Herne Bf                                  | 30 min                                                                     | Bogestra  |
| 391   | Herne Bf – Herne Mitte – Holsterhausen – Eickel – Röhlinghausen – Wanne-Eickel Hbf | 30 min                                                                     | HCR       |
| NE5   | Recklinghausen Hbf – Viehtor – Paulusviertel – Hillerheide – Recklinghausen-Süd – Schloß Strünkede – Herne Bf NachtExpress: In den Nächten von Freitag auf Samstag, Samstag auf Sonntag und vor Feiertagen | 60 min                                                                     | Vestische |
| NE31  | NachtExpress: Herne Bf → Herne Mitte → Archäologie-Museum/Kreuzkirche → Sodingen → Akademie Mont-Cenis → Holthausen → Börnig → Horsthausen Süd → Herne Bf Fährt in den Nächten Freitag/Samstag, Samstag/Sonntag, vor Feiertagen und nach besonderer Ankündigung                                                                              | 60 min                                                                     | HCR       |
| NE32  | NachtExpress: Herne Bf → Horsthausen → Pantringshof → Schloß Strünkede → Herne Bf → Herne Mitte → Archäologie-Museum/Kreuzkirche → Tierpark Gysenberg → Siedlung Constantin → Herne-Süd → Flottmann-Hallen → Hölkeskampring → Herne Bf Fährt in den Nächten Freitag/Samstag, Samstag/Sonntag, vor Feiertagen und nach besonderer Ankündigung | 60 min                                                                     | HCR       |
| NE33  | NachtExpress: Herne Bf → Herne Mitte → Kulturzentrum → Holsterhausen → Solbad → Wanne-Eickel Hbf → Baukau → Herne Bf Fährt in den Nächten Freitag/Samstag, Samstag/Sonntag, vor Feiertagen und nach besonderer Ankündigung | 60 min                                                                     | HCR       |